# C-Met
c-Met (MET, receptor hepatocitnog faktora rasta, HGFR), protein je koji je kod ljudi kodiran MET genom (MET proto-onkogena receptorska tirozinska kinaza). U ranijem razdoblju istraživačkog procesa takođe je nazivan MNNG HOS transformišući gen. Ova protein deluje kao tirozinska kinaza. Primarni jednolančani prekursorni protein se posttranslaciono preseca i time se formiraju alfa i beta podjedinica, koje se disulfidno vezuju pri formiraju krajnjeg oblika receptora.
MET je membranski receptor koji je esencijalan za embrionsko razviće i zarastanje rana. Hepatocitni faktor rasta (HGF) je jedini poznati ligand MET receptora. MET je normalno izražen u ćelijama epitelnog porekla, dok je izražavanje HGF ograničeno na ćelije mesenhimalnog porekla. Nakon HGF stimulacije, MET indukuje nekoliko bioloških responsa koji kolektivno formiraju program poznat kao invazivni rast.

## Interakcije
Met formira interakcije sa:
- CDH1,[4]
- Cbl gen,[5][6]
- GLMN,[7]
- Grb2,[8][9]
- Faktor rasta hepatocita,[10][11]
- PTPmu,[12] and
- RANBP9[13]

## Spoljašnje veze
- Proto-Oncogene+Proteins+c-met на 
- UniProtKB/Swiss-Prot entry P08581: MET_HUMAN, ExPASy (Expert Protein Analysis System) proteomics server of the Swiss Institute of Bioinformatics (SIB)
- A table with references to significant roles of MET in cancer